# Lauren Tamayo
Pour les articles homonymes, voir Tamayo.
Lauren Tamayo, née Franges le 25 octobre 1983 à Bethlehem en Pennsylvanie, est une coureuse cycliste américaine. Elle détient avec Sarah Hammer et Dotsie Bausch le record du monde de poursuite par équipes, réalisé lors des championnats panaméricains de cyclisme de 2010 à l'occasion desquels elles obtiennent la médaille d'or.

## Palmarès sur piste

### Jeux olympiques
- Londres 2012
  -  Médaillée d'argent de la poursuite par équipes (avec Dotsie Bausch, Jennie Reed et Sarah Hammer)

### Championnats du monde
- Copenhague 2010
  - 4e de la poursuite par équipes
- Melbourne 2012
  - 5e de la poursuite par équipes
- Cali 2014
  - 5e de la poursuite par équipes
- Saint-Quentin-en-Yvelines 2015
  - 5e de la poursuite par équipes

### Coupe du monde
- 2009-2010
  - 2e de la poursuite par équipes à Cali
- 2010-2011
  - 2e de la poursuite par équipes à Cali
- 2011-2012
  - 3e de la poursuite par équipes à Cali
- 2013-2014
  - 2e de la poursuite par équipes à Guadalajara
- 2014-2015
  - 3e de la poursuite par équipes à Cali

### Championnats panaméricains
- Aguascalientes 2010
  -  Médaillée d'or de la poursuite par équipes (avec Sarah Hammer et Dotsie Bausch)
- Mexico 2013
  - Quatrième de la poursuite par équipes (avec Elizabeth Newell et Ruth Winder)[2].

### Championnats des États-Unis
- Championne des États-Unis de poursuite par équipes : 2012

## Palmarès sur route
- 2006
  - 2e du Rochester Twilight Criterium
- 2009
  - 3e du Tour du Grand Montréal